# Tarmstedt
Tarmstedt is een dorp en een gemeente in de Duitse deelstaat Nedersaksen. De gemeente maakt deel uit van de in 1974 gevormde Samtgemeinde Tarmstedt in het Landkreis Rotenburg (Wümme), en is ook de bestuurszetel van deze Samtgemeinde.
Tarmstedt telt 3.918 inwoners.
Tarmstedt ligt direct ten oosten van het om zijn kunstenaarskolonie bekende dorp Worpswede. De dichtstbij gelegen grote stad, in het zuidwesten, is Bremen, afstand 33-42 km, al naargelang men de autosnelwegen mijdt of juist zo veel mogelijk gebruikt.

## Verkeer en vervoer
Tarmstedt ligt ietwat afzijdig van het hoofdwegennet. De dichtstbij gelegen autosnelwegen zijn de Autobahn A1, afrit 49 Bockel, gemeente Gyhum. ten oosten van Tarmstedt, en de Autobahn A27, afrit 19 Bremen-Horn-Lehe, ten zuidwesten van Tarmstedt. Deze liggen beide meer dan 20 km van Tarmstedt verwijderd.
Tarmstedt was tot 1956 eindpunt van een spoorlijntje, dat daarna is opgeheven. Het dorp is door een ieder uur, in de spitsuren op werkdagen ieder half uur, rijdende streekbuslijn via Grasberg en Lilienthal verbonden met Bremen. Sinds oktober 2021 rijdt 6 x per dag (niet op zon- en feestdagen) een belbus (AnrufSammelTaxi ASTROW) van het dorp naar o.a. Ottersberg en Rotenburg aan de Wümme en terug.
Enkele kilometers ten noordoosten van Tarmstedt is in 1959 ten gerieve van de zweefvliegsport een zweefvliegterrein ingericht. Het beschikt over twee, respectievelijk 850 en 560 meter lange, graspistes, en over een hangar voor stalling van en onderhoud aan zweefvliegtuigjes.

## Geschiedenis, economie

### Pre- en protohistorie
Ten noordwesten van Tarmstedt, op een locatie met de naam Deependahl, dicht bij het meertje Baggersee Tarmstedt, werden tijdens grindafgravingen resten van grafheuvels uit de Jonge Steentijd gevonden, maar grotendeels onherstelbaar beschadigd. In 1966 kon één kleine grafheuvel nog archeologisch worden onderzocht. Bijzonder is, dat door paalsporen resten van een zogenaamd dodenhuisje (Totenhütte) zijn aangetoond. Dit was in de Jonge Steentijd en de vroege Bronstijd een voor een overledene gebouwd huisje of hutje, waar zijn of haar graf middenin lag. Een dergelijke vondst is vrij zeldzaam. In het gemeentewapen van Tarmstedt en dat van de gehele Samtgemeinde zijn als verwijzing hiernaar afbeeldingen van prehistorische voorwerpen opgenomen.
Zoals ook alle andere dorpen in de huidige Samtgemeinde, is Tarmstedt van oorsprong een boerendorp. Het lag in de 8e eeuw in de Saksische gouw Wigmodië. Of Karel de Grote bij Wilstedt in deze streek in 796 een veldslag tegen de Saksen heeft gewonnen, staat niet vast.

### 1500-heden
Sedert de Reformatie in de 16e eeuw is de overgrote meerderheid van de christenen in het dorp evangelisch-luthers. Andere historische feiten van meer dan lokale betekenis zijn niet
overgeleverd. Na circa 1970 vestigden zich mensen in het dorp, die elders een werkkring hebben (woonforensen), terwijl ook een bescheiden toerisme ontstond, dat vooral op wandelen en fietsen gericht is. Tarmstedt-dorp is als hoofdplaats binnen de Samtgemeinde het best voorzien van winkels, scholen, dokterspraktijken enz. en van ander lokaal midden- en kleinbedrijf.

## Bezienswaardigheden, evenementen, toerisme

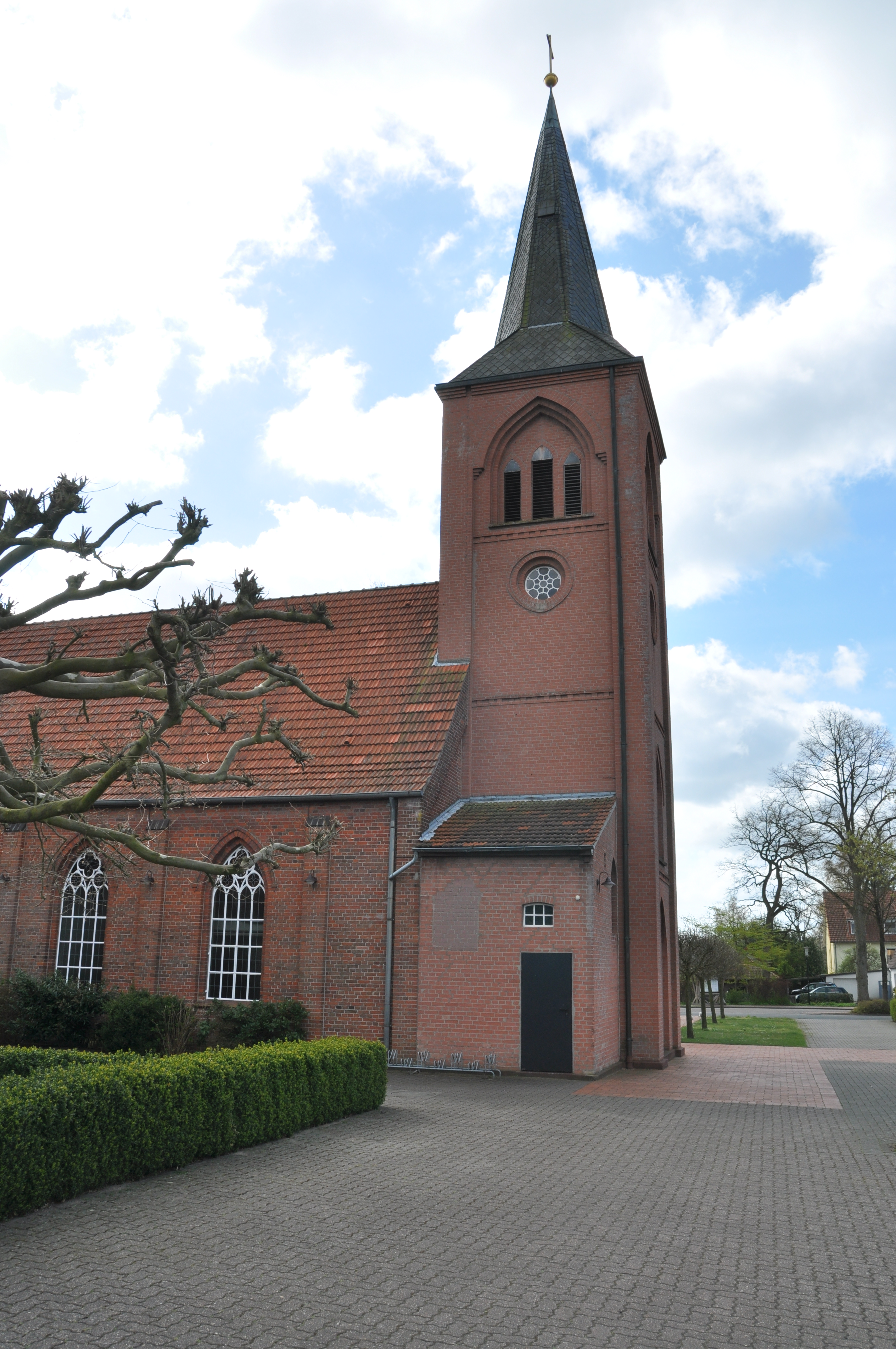
Evang.-lutherse Salem-kerk, Tarmstedt (19e eeuw)

- Jaarlijks wordt in juli de zogenaamde Tarmstedter Ausstellung gehouden. Van origine is dit een jaarlijkse landbouwtentoonstelling met dorpsfeest, maar in de loop der jaren is er o.a. een grote kermis bij ontstaan, en is het uitgegroeid tot een zeer druk bezocht evenement, dat vier dagen duurt.
- In de omgeving van Tarmstedt is vrij veel natuurschoon. Het Teufelsmoor en andere hoogveenreservaten zijn niet ver, en er liggen ten oosten van het dorp enige bossen, waarin ook lange wandelingen mogelijk zijn. Het grootste bos (met daarin ook een groot zwembad) is de Ummel, ten noordoosten van buurdorp Hepstedt. In de venen ten westen van het dorp is een wandelroute uitgezet met de naam Moorpfad Tarmstedt.

- Gemeinsame Normdatei: 4134095-4
- Virtual International Authority File: 242143783
- WorldCat: E39PCjCRjpqyJGqtYTRMVpCvVy

Ahausen · 
Alfstedt · 
Anderlingen · 
Basdahl · 
Bötersen · 
Bothel · 
Breddorf · 
Bremervörde · 
Brockel · 
Bülstedt · 
Deinstedt · 
Ebersdorf · 
Elsdorf · 
Farven · 
Fintel · 
Gnarrenburg · 
Groß Meckelsen · 
Gyhum · 
Hamersen · 
Hassendorf · 
Heeslingen · 
Hellwege · 
Helvesiek · 
Hemsbünde · 
Hemslingen · 
Hepstedt · 
Hipstedt · 
Horstedt · 
Kalbe · 
Kirchtimke · 
Kirchwalsede · 
Klein Meckelsen · 
Lauenbrück · 
Lengenbostel · 
Oerel · 
Ostereistedt · 
Reeßum · 
Rhade · 
Rotenburg · 
Sandbostel · 
Scheeßel · 
Seedorf · 
Selsingen · 
Sittensen · 
Sottrum · 
Stemmen · 
Tarmstedt · 
Tiste · 
Vahlde · 
Vierden · 
Visselhövede · 
Vorwerk · 
Westertimke · 
Westerwalsede · 
Wilstedt · 
Wohnste · 
Zeven